# دژاردین
دژاردین (فرانسوی: Desjardins‎) شرکت خدمات مالی کانادایی است، که در سال ۱۹۰۰ تأسیس شد.